# Busan IPark Football Club
Busan IPark é um clube da a liga de segunda divisão da Coreia do Sul, conhecida como K-League 2. Sua sede se localiza na cidade de Busan.

## História
Foi fundado em 1979 pela corporação Daewoo, com o nome de Daewoo Royals FC. Em 1983, o clube adotou o nome da cidade de Busan, passando a chamar-se Busan Daewoo Royals. Em 2000, com a incorporação da Daewoo pela I'Park construction, divisão de construções da Hyundai, o clube trocou novamente seu nome para Busan I'cons.
Foi campeão sul-coreano quatro vezes (em 1984, 1987, 1991, 1997) e vice-campeão em três temporadas (1983, 1990, 1999). Venceu ainda a Copa da Coreia em 2004 e chegou ao vice-campeonato da Copa em 2010.
Ainda com o nome de Daewoo Royals, ganhou seus únicos títulos internacionais nos anos 1985\1986: a Liga dos Campeões Asiática e a Copa Afro-Asiática de Clubes.

## Elenco atual
Atualizado 13 de março de 2021.
Legenda
- : Capitão

## Uniformes

### Uniformes atuais
- 1º - Camisa vermelha, calção e meias vermelhas;
- 2º - Camisa branca, calção e meias brancas.

| Primeiro Uniforme | Segundo Uniforme |

### Uniformes dos goleiros
- Camisa azul, calção e meias azuis;
- Camisa branca, calção e meias brancas.

| Primeiro Uniforme | Segundo Uniforme |

### 1º Uniforme
| 2012 | 2013 | 2014 | 2016 | 2018 | 2019 |

### 2º Uniforme
| 2012 | 2013 | 2014 | 2016 | 2018 | 2019 |

## Títulos
| INTERCONTINENTAIS | INTERCONTINENTAIS                  | INTERCONTINENTAIS | INTERCONTINENTAIS       |
|                   | Competição                         | Títulos           | Temporadas              |
| ----------------- | ---------------------------------- | ----------------- | ----------------------- |
|                   | Campeonato Afro-Asiático de Clubes | 1                 | 1986                    |
| CONTINENTAIS      |                                    |                   |                         |
|                   | Competição                         | Títulos           | Temporadas              |
|                   | Liga dos Campeões da AFC           | 1                 | 1985                    |
| NACIONAIS         |                                    |                   |                         |
|                   | Competição                         | Títulos           | Temporadas              |
| Coreia do Sul     | K-League                           | 4                 | 1984, 1987, 1991 e 1997 |
| Coreia do Sul     | FA Cup                             | 1                 | 2004                    |
| Coreia do Sul     | Taça da Liga                       | 3                 | 1997¹, 1997² e 1998     |

 Campeão invicto